# Мушагата (Вила-Нова-ди-Фош-Коа)
Мушага́та (порт. Muxagata) — населённый пункт и район в Португалии, входит в округ Гуарда. Является составной частью муниципалитета Вила-Нова-ди-Фош-Коа. По старому административному делению входил в провинцию Траз-уж-Монтиш и Алту-Дору. Входит в экономико-статистический субрегион Доуру, который входит в Северный регион. Население составляет 403 человека на 2001 год. Занимает площадь 27,36 км².
Покровителем района считается Мария Магдалина (порт. Santa Maria Madalena).